# Gerald Austin
Gerald „Gerry“ Austin (* 4. Dezember 1941 in Asheville, North Carolina) ist ein ehemaliger US-amerikanischer Schiedsrichter im American Football, der von der Saison 1982 bis 2007 in der NFL tätig war. Er war Schiedsrichter der Super Bowls XXXI und XXXV. Zudem leitete er in der Saison 2003 die Partie zwischen den Jacksonville Jaguars und den New Orleans Saints, welches unter River City Relay in die Geschichte der NFL einging. Er trug die Uniform mit der Nummer 34.

## Karriere

### College Football
Vor dem Einstieg in die NFL arbeitete er als Schiedsrichter im College Football in der Atlantic Coast Conference.

### National Football League
Austin begann im Jahr 1982 seine NFL-Laufbahn als Side Judge. Nach dem Tod von Dick Jorgensen wurde er zur NFL-Saison 1990 zum Hauptschiedsrichter befördert.
Er war insgesamt bei drei Super Bowls als Offizieller im Einsatz: Beim Super Bowl XXIV im Jahr 1990 war er Line Judge der Crew unter der Leitung von Hauptschiedsrichter Dick Jorgensen, die Super Bowls XXXI und XXXV leitete er als Hauptschiedsrichter. Zudem war er Ersatzschiedsrichter der Super Bowls XXIX und XXXIII und Schiedsrichter des Pro Bowl 2006.
Nach seinem Rücktritt als Hauptschiedsrichter ernannte die NFL Carl Cheffers als Nachfolger.
Austin wurde im Jahr 2005 mit dem Art McNally Award und im Jahr 2012 mit dem NFLRA Honoree Award ausgezeichnet.
Nach seiner aktiven Karriere war er als Regelanalyst bei ESPN tätig, bevor er durch Jeff Triplette abgelöst wurde.